# Conchocarpus nicaraguensis
Conchocarpus nicaraguensis är en vinruteväxtart som först beskrevs av Standl. & L. O. Williams, och fick sitt nu gällande namn av J. A. Kallunki & J. R. Pirani. Conchocarpus nicaraguensis ingår i släktet Conchocarpus och familjen vinruteväxter. Inga underarter finns listade i Catalogue of Life.